# Gesa Weyhenmeyer
Gesa A. Weyhenmeyer (1969) es una limnóloga sueca que trabaja como profesora y profesora distinguido en la Universidad de Upsala en Suecia. Es miembro de la Real Academia de las Ciencias de Suecia y conocida por su investigación para entender los ecosistemas de los lagos en un ambiente global en cambio. Su investigación requiere una perspectiva holística y global en la que colabora con miembros de la Red Global Ecológica de Observatorios de Lagos (GLEON). Además de GLEON, Weyhenmeyer participa activamente en el Grupo Intergubernamental de Expertos sobre el Cambio Climático (IPCC), tanto como revisora como autora.
Weyhenmeyer comunica la investigación al público general. En 2016, llevó a cabo un proyecto científico ciudadano con la participación de casi 3 500 alumnos de escuela. Los resultados del proyecto dieron lugar a un nuevo descubrimiento científico relacionado con el cambio climático reconocido por una gran variedad de medios de comunicación nacionales e internacionales.